# قائمة الرموز الرسومية الظرفية لمخططات الدارات الكهربائية والإلكترونية
هذه قائمة للرموز الظرفية الرسومية لمخططات الدارات الكهربائية والإلكترونية (بالإنجليزية: List of qualifying graphic symbols for electrical and electronics diagrams)، وهي جزء من معيار معهد مهندسي الكهرباء والإلكترونيات المُسمّى: "رموز رسومية للمخططات الإلكترونية والكهربائية"، والمعروف اختصاراً بالاسم الرمزي "IEEE 315". بشكل عام، الرموز الرسوميّة في الهندسة الكهربائية هي طريقة اختزال تستعمل لإظهار وظيفة أو اتصال بيني لدارة ما بشكل رسومي، وقد يُمثل الرمز الرسومي دالة لجزء من دارة. أما صفة الظرفية، فتشير مُحددات خاصة في العناصر. وتُضاف الرموز الظرفية إلى رموز أخرى هي عناصرُ تمتلك هذه المحددات بهدف إظهار أهميتها ولتساعد في فهم وظيفة العنصر العامة. ولا تُؤثّر إضافة هذه الرموز أو إزالتها على هويّة أو آلية عمل العناصر الأصلية.
اعتمد المعيار الأصلي في العام 1975م من قبل معهد مهندسي الكهرباء والإلكترونيات، ثم أعيد تنسيقه وتوسيعه في العام 1993 ليصبح بشكله الحالي. في هذا المعيار، تبدأ فهارس جميع الرموز الرسومية للعناصر الظرفية بالرقم 1، وتضم قائمة الرموز الظرفية 13 عائلة فرعية من الرموز، ويشير الرقم الثاني في الفهرس إلى عائلة الرموز الفرعية التي ينتمي إليها الرمز.
بالإمكان الاطلاع على تطبيق عملي لهذه الرموز في وثيقة المعهد الأمريكي للمعايير القومية المعنونة: "مخططات كهربائية وإلكترونية"(1)، والتي نُشرت في العام 1966م تحت الاسم الرمزي "USAS Yl4.l5-1966".
 معلومات عامة عن كيفية قراءة القائمة: 
- جميع الرموز مُرقّمة بشكل مفهرس. بشكل عام، وجرى تقسيم الفهرس إلى 22 قسماً، تمثل 22 مجموعة من الرموز الرسوميّة، ثُمّ جُزئ كل قسم إلى عوائل فرعيّة بحسب نوع الرموز فيه.
- الفهارس المكتوبة على خلفية زرقاء، تشير إلى الرموز المعتمدة من قبل اللجنة الكهروتقنية الدولية.[6]
- الأسماء المكتوبة بشكل مائل: مثال، تشير إلى التسمية المعتمدة في دليل تصنيف المُعرّفات اليدوي الفيدرالي (بالإنجليزية: The Federal Item Identification Guide, Cataloging Handbook H6-1).
- التعبير: مثال تطبيقي، يعني أن الرمز يجمع بين رمزين أو أكثر من رموز المعيار. لا يضّم المعيار جميع الاحتمالات الممكنة للأمثلة التطبيقيّة، ومن الممكن بناء أمثلة تطبيقية أخرى غير موجودة في هذا المعيار.

 معلومات عامة عن كيفية استعمال الرموز الرسومية: 
- يمكن تطبيق الانعكاس المرآتي على رموز الرسوم بدون أن يؤثر ذلك على دلالتها، ولكن في هذه الحالة لا يُطبق الانعكاس على الأحرف والأرقام.
- لا تؤثر ثخانة الخطوط على معنى الرمز، ولكن قد يستخدم خط أكثر ثخانة في بعض الحالات لتعزيز مفهوم ما.
- لا تؤثر زوايا تقاطع الخطوط على وظيفة الرمز الرسومي ما لم يُشر لذلك صراحة.
- جميع الرموز مرسومة على لوحة ذات أبعاد (100x100) بكسل، وثخانة خط الرسم هي 1 بكسل.
- يمكن رسم رموز عناصر أصغر أو أكبر بحسب الحاجة، ويمكن أيضاً، في مخطط ما تصغير أو تكبير بعض الرموز بالنسبة للبقية، ومن المستحسن استعمال قياسين للرموز فقط لا غير ضمن مخطط واحد.
- رموز العناصر كلها مرسومة بأبعاد نسبية متناسبة، ويجب الحفاظ على هذه الأبعاد النسبية عند تكبير أو تصغير الرموز.
- يوجد شكلان من رؤوس الأسهم في هذا المعيار، الأسهم ذات الرؤوس المفتوحة (🡐) والأسهم ذات الرؤوس المغلقة (🠘).

## رموز قابلية ضبط التغيير
- تظهر الرموز الظرفية مائلة بزاوية قرابة (45) درجة على خط الأفق فوق الرمز الذي تضاف إليه.
- تضاف هذه الرموز فقط في الحالات التي يكون من الضروري فيها تحديد مميزة خاصّة.

| الرقم التسلسلي | أيقونة الرمز | الاسم باللغة العربية                                | الاسم باللغة الإنكليزية                           | ملاحظات |
| -------------- | ------------ | --------------------------------------------------- | ------------------------------------------------- | --- |
| 1.1.1.1        |              | قابلية الضبط الخارجية العامة                        | General extrinsic adjustability                   | - |
| 1.1.1.2        |              | قابلية الضبط الخارجية العامة مع إعداد مُسبق          | Preset general extrinsic adjustability            | - |
| 1.1.1.3        |              | قابلية الضبط الخارجية الخطية                        | Linear extrinsic adjustability                    | - |
| 1.1.1.4        |              | قابلية الضبط الخارجية غير الخطية                    | Non-Linear extrinsic adjustability                | - |
| 1.1.2.1        |              | قابلية التغيير الذاتية الخطية                       | Linear inherent variability                       | - |
| 1.1.2.2        |              | قابلية التغيير الذاتية غير الخطية                   | Non-linear inherent variability                   | - |
| 1.1.3.1        |              | قابلية التغيير الخارجية العامة المستمرة             | Continuous general extrinsic adjustability        | - يُعبَّر عن ميزة الاستمرار بالخط الصغير المائل في الطرف الأيمن العلوي. - مثال تطبيقي: الاستعمال مع رمز قابلية الضبط الخارجية العامة.    |
| 1.1.3.2        |              | قابلية التغيير الخارجية العامة الخطويّة              | In steps general extrinsic variability.           | - يُعبَّر عن الميزة الخطويّة بمجموعة الخطوط المتصلة في الطرف الأيمن العلوي. - مثال تطبيقي: الاستعمال مع رمز قابلية الضبط الخارجية العامة. |
| 1.1.4.1        |              | قابلية الضبط الخارجية العامة المستمرة مع إعداد مُسبق | Continuous preset general extrinsic adjustability | مثال تطبيقي: تغيّر مُستمر وقابلية الضبط الخارجية العامة مع إعداد مُسبق معاً.                                                              |
| 1.1.4.2        |              | قابلية الضبط الخارجية العامة الخطويّة مع إعداد مُسبق  | In steps preset general extrinsic adjustability   | مثال تطبيقي: تغيّر خطوي وقابلية الضبط الخارجية العامة مع إعداد مُسبق معاً.                                                               |

## مؤشرات الخاصيات المميزة
في دارة ما، وعند استعمال هذه المؤشرات، من المستحسن أن يتم تحديد الخاصية المُميّزة لعملية ما بوضع هذه الإشارات داخل المُغلّف أو بجانب الرمز.
| الرقم التسلسلي | أيقونة الرمز | الاسم باللغة العربية    | الاسم باللغة الإنكليزية   | ملاحظات                                                                                 |
| -------------- | ------------ | ----------------------- | ------------------------- | --------------------------------------------------------------------------------------- |
| 1.2.1          |              | تابعية لدرجة الحرارة    | Temperature dependence    | -                                                                                       |
| 1.2.2          |              | تابعية للحقل المغناطيسي | Magnetic-field dependence | -                                                                                       |
| 1.2.3          |              | تخزين                   | Storage                   | الحرف اليوناني تاو.                                                                     |
| 1.2.4          |              | قابلية الإشباع          | Saturability              | قد يرسم الرمز بحيث يصل بين أو يمر عبر ملفين أو أكثر مقترنين مغناطيسياً بواسطة قلب إشباع. |
| 1.2.4          |              | تأخير                   | Delay                     | -                                                                                       |

## مؤشرات الإشعاع
- تضاف فقط في الحالات التي يكون من الضروري فيها تحديد مميزة خاصّة.
- تدلّ الأسهم التي تشير إلى الرمز إلى أنّ الجهاز المُرمّز سوف يستجيب إلى حادث إشعاع من النوع المحدد في الرمز.
- تدل الأسهم التي تشير إلى خارج الرمز إلى إرسال الجهاز المُرمّز إلى إشعاع من النوع المُحدد في الرمز.
- تشير الأسهم الموجودة داخل الرمز إلى مصدر إشعاع ذاتي.

| الرقم التسلسلي | أيقونة الرمز | الاسم باللغة العربية   | الاسم باللغة الإنكليزية         | ملاحظات |
| -------------- | ------------ | ---------------------- | ------------------------------- | --- |
| 1.3.1          |              | غير مُؤيّن وكهرومغناطيسي | Nonionizing and electromagnetic | مثل الأمواج الراديوية أو الضوء المرئي |
| 1.3.2          |              | مُؤيّن                   | Ionizing                        | إذا كان من الضروري إظهار نوع الإشعاع المتأين، فيكمن إضافة أحد المحارف التالية إلى الرمز: - α: جسيم ألفا. - β: جسيم بيتا. - γ: أشعة غاما. - d: ديوترون. - P: بروتون. - n: نيوترون. - π: بيون. - τ: كاون. - K: ميوون. - X: أشعة إكس. |

## رموز التعرّف إلى الحالة الفيزيائية
- المستطيل ليس جزءاً من الرمز.

| الرقم التسلسلي | أيقونة الرمز | الاسم باللغة العربية  | الاسم باللغة الإنكليزية | ملاحظات |
| -------------- | ------------ | --------------------- | ----------------------- | --- |
| 1.4.1          |              | غاز (هواء)، وسط هوائي | Gas (air), pneumatic    | - |
| 1.4.2          |              | سائل                  | Liquid                  | - |
| 1.4.3          |              | صلب                   | Solid                   | - |
| 1.4.4.1        |              | -                     | -                       | - مثال تطبيقي: سائل غازي - وجود أكثر من رمز لحالات فيزيائية مُختلفة يعني أن المادة موجودة بأكثر من حالة. إنّ ترتيب ورود الرموز (من اليسار إلى اليمين) وحجمها النسبي، يُحدد الحالة الطبيعية أو المُسيطرة للمادة. - لا يجب تدوير أو قلب الرمز.         |
| 1.4.4.2        |              | -                     | -                       | - مثال تطبيقي: بخار (أو غاز رطب) - وجود أكثر من رمز لحالات فيزيائية مُختلفة يعني أن المادة موجودة بأكثر من حالة. إنّ ترتيب ورود الرموز (من اليسار إلى اليمين) وحجمها النسبي، يحدد الحالة الطبيعية أو المُسيطرة للمادة. - لا يجب تدوير أو قلب الرمز. |
| 1.4.5          |              | مادة كهرومغناطيسية    | Electret material       | - |

## رموز التعرّف إلى نقاط الاختبار
| الرقم التسلسلي | أيقونة الرمز | الاسم باللغة العربية | الاسم باللغة الإنكليزية | ملاحظات |
| -------------- | ------------ | -------------------- | ----------------------- | --- |
| 1.5.1          |              | عامّ                  | General                 | إذا استُبدل رمز التعرّف على نقطة الاختبار برموز أخرى مثل النجوم أو الدوائر المرقمة، فيجب أن يُشار إلى ذلك على الشكل مباشرة أو في المُستندات المرجعية المُرفقة معه. |
| 1.5.1          |              | عامّ                  | General                 | إذا استُبدل رمز التعرّف على نقطة الاختبار برموز أخرى مثل النجوم أو الدوائر المرقمة، فيجب أن يُشار إلى ذلك على الشكل مباشرة أو في المُستندات المرجعية المُرفقة معه. |
| 1.5.2          |              | -                    | -                       | مثال تطبيقي: تعرّف إلى نقطة اختبار لمقبس اختبار. |
| 1.5.3          |              | -                    | -                       | مثال تطبيقي: تعرّف إلى نقطة اختبار لصفيحة صمام. |
| 1.5.4          |              | -                    | -                       | مثال تطبيقي: تعرّف إلى نقطة اختبار لطرف دارة. |

## علامات القطبية
| الرقم التسلسلي | أيقونة الرمز | الاسم باللغة العربية  | الاسم باللغة الإنكليزية         | ملاحظات |
| -------------- | ------------ | --------------------- | ------------------------------- | --- |
| 1.6.1          |              | موجبة                 | Positive                        | - |
| 1.6.2          |              | سالبة                 | Negative                        | - |
| 1.6.3          |              | علامات القطبية الآنيّة | Instantaneous polarity markings | - تستعمل هذه العلامات فقط عندما يكون من الضروري إظهار القطبية النسبية للملفات. - يتحدد الجهد الأعلى الآني عبر الملفات بعلامات القطبية. - يكون الاتجاه الآني للتيار الداخل أو الخارج من إحدى علامتي قطبية مرتبطاً بالاتجاه الآني للتيار الخارج أو الداخل في علامة القطبية الأُخرى. - إذا دخل تيار آني إلى إلى ملف من نقطة مُعلّمة بعلامة القطبية فإنه يُسبب دفقاً إضافياً في الملف. - من الممكن أن تكون هناك علامة قطبية واحدة على الأكثر من أجل كل ملف. - يجب أن توضع العلامة عند أحد نهايتي الملف، ولا يوجد موقع محدد في طرف ملف، المهم ألا يكون هناك لُبس في الموقع خاصة أنّ الملفات ترسم متقاربة في العادة. إنّ تفريعة الملف ليست إحدى نهاياته. - تتشابة تفاصيل الرمز الأول مع الرمز الأول في 1.5.1، ولكن الأبعاد والوظيفة مختلفان. - تتشابه تفاصيل وأبعاد الرمز الثاني مع الرمز 1.2.2، ولكن الرمز الثاني يُستخدم في وظيفة مختلفة. |
| 1.6.3          |              | علامات القطبية الآنيّة | Instantaneous polarity markings | - تستعمل هذه العلامات فقط عندما يكون من الضروري إظهار القطبية النسبية للملفات. - يتحدد الجهد الأعلى الآني عبر الملفات بعلامات القطبية. - يكون الاتجاه الآني للتيار الداخل أو الخارج من إحدى علامتي قطبية مرتبطاً بالاتجاه الآني للتيار الخارج أو الداخل في علامة القطبية الأُخرى. - إذا دخل تيار آني إلى إلى ملف من نقطة مُعلّمة بعلامة القطبية فإنه يُسبب دفقاً إضافياً في الملف. - من الممكن أن تكون هناك علامة قطبية واحدة على الأكثر من أجل كل ملف. - يجب أن توضع العلامة عند أحد نهايتي الملف، ولا يوجد موقع محدد في طرف ملف، المهم ألا يكون هناك لُبس في الموقع خاصة أنّ الملفات ترسم متقاربة في العادة. إنّ تفريعة الملف ليست إحدى نهاياته. - تتشابة تفاصيل الرمز الأول مع الرمز الأول في 1.5.1، ولكن الأبعاد والوظيفة مختلفان. - تتشابه تفاصيل وأبعاد الرمز الثاني مع الرمز 1.2.2، ولكن الرمز الثاني يُستخدم في وظيفة مختلفة. |
| 1.6.3          |              | علامات القطبية الآنيّة | Instantaneous polarity markings | - تستعمل هذه العلامات فقط عندما يكون من الضروري إظهار القطبية النسبية للملفات. - يتحدد الجهد الأعلى الآني عبر الملفات بعلامات القطبية. - يكون الاتجاه الآني للتيار الداخل أو الخارج من إحدى علامتي قطبية مرتبطاً بالاتجاه الآني للتيار الخارج أو الداخل في علامة القطبية الأُخرى. - إذا دخل تيار آني إلى إلى ملف من نقطة مُعلّمة بعلامة القطبية فإنه يُسبب دفقاً إضافياً في الملف. - من الممكن أن تكون هناك علامة قطبية واحدة على الأكثر من أجل كل ملف. - يجب أن توضع العلامة عند أحد نهايتي الملف، ولا يوجد موقع محدد في طرف ملف، المهم ألا يكون هناك لُبس في الموقع خاصة أنّ الملفات ترسم متقاربة في العادة. إنّ تفريعة الملف ليست إحدى نهاياته. - تتشابة تفاصيل الرمز الأول مع الرمز الأول في 1.5.1، ولكن الأبعاد والوظيفة مختلفان. - تتشابه تفاصيل وأبعاد الرمز الثاني مع الرمز 1.2.2، ولكن الرمز الثاني يُستخدم في وظيفة مختلفة. |
| 1.6.3.1        |              | -                     | -                               | مثال تطبيقي: علامة قطبية آنيّة مُستعملة مع محوّل تيار. |
| 1.6.3.1        |              | -                     | -                               | مثال تطبيقي: علامة قطبية آنيّة مُستعملة مع محوّل تيار. |
| 1.6.3.1        |              | -                     | -                               | مثال تطبيقي: علامة قطبية آنيّة مُستعملة مع محوّل تيار. |
| 1.6.3.2        |              | -                     | -                               | مثال تطبيقي: علامة قطبية آنيّة مُستعملة مع محوّل جهد. |
| 1.6.3.2        |              | -                     | -                               | مثال تطبيقي: علامة قطبية آنيّة مُستعملة مع محوّل جهد. |
| 1.6.3.2        |              | -                     | -                               | مثال تطبيقي: علامة قطبية آنيّة مُستعملة مع محوّل جهد. |

## اتجاه تدفق الاستطاعة أو الإشارة أو المعلومات
| الرقم التسلسلي | أيقونة الرمز | الاسم باللغة العربية | الاسم باللغة الإنكليزية | ملاحظات |
| -------------- | ------------ | -------------------- | ----------------------- | --- |
| 1.7.1          |              | اتجاه وحيد           | One-way                 | - قد يُستعمل الرمز السفلي عندما يكون من الضروري حفظ فضاء الرسم. - يجب ملء رأس السهم في الرمز السفلي. |
| 1.7.1          |              | اتجاه وحيد           | One-way                 | - قد يُستعمل الرمز السفلي عندما يكون من الضروري حفظ فضاء الرسم. - يجب ملء رأس السهم في الرمز السفلي. |
| 1.7.2          |              | في أيّ من الاتجاهين   | Either way              | - التدفق ليس بشكل مُتزامن. - قد يُستعمل الرمز السفلي عندما يكون من الضروري حفظ فضاء الرسم. - يجب ملء رأس السهم في الرمز السفلي. |
| 1.7.2          |              | في أيّ من الاتجاهين   | Either way              | - التدفق ليس بشكل مُتزامن. - قد يُستعمل الرمز السفلي عندما يكون من الضروري حفظ فضاء الرسم. - يجب ملء رأس السهم في الرمز السفلي. |
| 1.7.3          |              | كلا الاتجاهين        | Both way                | - التدفق بشكل مُتزامن. - قد يُستعمل الرمز السفلي عندما يكون من الضروري حفظ فضاء الرسم. - يجب ملء رأس السهم في الرمز السفلي. |
| 1.7.3          | 100          | كلا الاتجاهين        | Both way                | - التدفق بشكل مُتزامن. - قد يُستعمل الرمز السفلي عندما يكون من الضروري حفظ فضاء الرسم. - يجب ملء رأس السهم في الرمز السفلي. |
| 1.7.4          |              | -                    | -                       | - مثال تطبيقي: اتجاه وحيد، عام. - الحرف اللاتيني n ليس جزءاً من الرمز، ومن قد يُستبدل بشكلٍ موجيّ ذو دلالة، أو بقيمة تردد أو بمجال من قيم الترددات. - قد يُستعمل الرمز السفلي عندما يكون من الضروري حفظ فضاء الرسم. - يجب ملء رأس السهم في الرمز السفلي. |
| 1.7.4          |              | -                    | -                       | - مثال تطبيقي: اتجاه وحيد، عام. - الحرف اللاتيني n ليس جزءاً من الرمز، ومن قد يُستبدل بشكلٍ موجيّ ذو دلالة، أو بقيمة تردد أو بمجال من قيم الترددات. - قد يُستعمل الرمز السفلي عندما يكون من الضروري حفظ فضاء الرسم. - يجب ملء رأس السهم في الرمز السفلي. |
| 1.7.4          |              | -                    | -                       | - مثال تطبيقي: اتجاه وحيد، عام. - الحرف اللاتيني n ليس جزءاً من الرمز، ومن قد يُستبدل بشكلٍ موجيّ ذو دلالة، أو بقيمة تردد أو بمجال من قيم الترددات. - قد يُستعمل الرمز السفلي عندما يكون من الضروري حفظ فضاء الرسم. - يجب ملء رأس السهم في الرمز السفلي. |
| 1.7.5          |              | -                    | -                       | - مثال تطبيقي: عنصر دارة وحيدة الاتجاه، عام. - في كل الحالات، يجري تحديد نوع الجهاز باستعمال أحرف أو كلمات مناسبة داخل المستطيل. |
| 1.7.5          |              | -                    | -                       | - مثال تطبيقي: عنصر دارة وحيدة الاتجاه، عام. - في كل الحالات، يجري تحديد نوع الجهاز باستعمال أحرف أو كلمات مناسبة داخل المستطيل. |

## أنواع التيار
تُستعمل هذه الرموز فقط عند وجود حاجة للتوضيح.
| الرقم التسلسلي | أيقونة الرمز | الاسم باللغة العربية                                                      | الاسم باللغة الإنكليزية                                                | ملاحظات |
| -------------- | ------------ | ------------------------------------------------------------------------- | ---------------------------------------------------------------------- | --- |
| 1.8.1          |              | تيار مستمر                                                                | Dircet current                                                         | يُستعمل الرمز السفلي عندما يكون استعمال الرمز العلوي غير مناسباً. |
| 1.8.1          |              | تيار مستمر                                                                | Dircet current                                                         | يُستعمل الرمز السفلي عندما يكون استعمال الرمز العلوي غير مناسباً. |
| 1.8.2          |              | تيار متناوب                                                               | Alternating current                                                    | - |
| 1.8.3.1        |              | تيار متناوب - مجال ترددات الاستطاعة                                       | Alternating current - Power frequencies ranges                         | - تستعمل فقط عندما يكون من الضروري التمييز بين حزم ترددية مختلفة. - في الرمز السفلي، الحرف اللاتيني n ليس جزءاً من الرمز، ويوضع مجال للترددات بدلاً منه. - في شكلٍ ما، من المُحبّذ استعمال اسم واحد فقط لوحدة التردد (هرتز أو دورة في الثانية). |
| 1.8.3.1        |              | تيار متناوب - مجال ترددات الاستطاعة                                       | Alternating current - Power frequencies ranges                         | - تستعمل فقط عندما يكون من الضروري التمييز بين حزم ترددية مختلفة. - في الرمز السفلي، الحرف اللاتيني n ليس جزءاً من الرمز، ويوضع مجال للترددات بدلاً منه. - في شكلٍ ما، من المُحبّذ استعمال اسم واحد فقط لوحدة التردد (هرتز أو دورة في الثانية). |
| 1.8.3.2        |              | تيار متناوب - مجال الترددات الصوتيّة                                       | Alternating current - audio frequencies ranges                         | - تستعمل فقط عندما يكون من الضروري التمييز بين حزم ترددية مختلفة. - في الرمز السفلي، الحرف اللاتيني n ليس جزءاً من الرمز، ويوضع مجال للترددات بدلاً منه. - في شكلٍ ما، من المُحبّذ استعمال اسم واحد فقط لوحدة التردد (هرتز أو دورة في الثانية). |
| 1.8.3.2        |              | تيار متناوب - مجال الترددات الصوتيّة                                       | Alternating current - audio frequencies ranges                         | - تستعمل فقط عندما يكون من الضروري التمييز بين حزم ترددية مختلفة. - في الرمز السفلي، الحرف اللاتيني n ليس جزءاً من الرمز، ويوضع مجال للترددات بدلاً منه. - في شكلٍ ما، من المُحبّذ استعمال اسم واحد فقط لوحدة التردد (هرتز أو دورة في الثانية). |
| 1.8.3.3        |              | تيار متناوب - مجال الترددات فوق صوتية وترددات الحوامل والترددات الراديويّة | Alternating current - Superaudio, carrier and radio frequencies ranges | - تستعمل فقط عندما يكون من الضروري التمييز بين حزم ترددية مختلفة. - في الرمز السفلي، الحرف اللاتيني n ليس جزءاً من الرمز، ويوضع مجال للترددات بدلاً منه. - في شكلٍ ما، من المُحبّذ استعمال اسم واحد فقط لوحدة التردد (هرتز أو دورة في الثانية). |
| 1.8.3.3        |              | تيار متناوب - مجال الترددات فوق صوتية وترددات الحوامل والترددات الراديويّة | Alternating current - Superaudio, carrier and radio frequencies ranges | - تستعمل فقط عندما يكون من الضروري التمييز بين حزم ترددية مختلفة. - في الرمز السفلي، الحرف اللاتيني n ليس جزءاً من الرمز، ويوضع مجال للترددات بدلاً منه. - في شكلٍ ما، من المُحبّذ استعمال اسم واحد فقط لوحدة التردد (هرتز أو دورة في الثانية). |
| 1.8.4          |              | تيار مستمر أو متناوب (عام)                                                | (Direct or alternating current (universal                              | - |
| 1.8.5          |              | تيار موجي أو مُقوّم                                                         | Undulating ore rectified current                                       | - |

## رموز الوصلات
| الرقم التسلسلي | أيقونة الرمز | الاسم باللغة العربية                          | الاسم باللغة الإنكليزية                             | ملاحظات                                                                         |
| -------------- | ------------ | --------------------------------------------- | --------------------------------------------------- | ------------------------------------------------------------------------------- |
| 1.9.1          |              | ثلاثيّة الأسلاك، غير مؤرّضة                     | Three-wire, ungrounded                              | -                                                                               |
| 1.9.1.1        |              | ثلاثية الأسلاك، مؤرّضة                         | Three-wire, grounded                                | -                                                                               |
| 1.9.2          |              | رباعيّة الأسلاك                                | Four-wire                                           | -                                                                               |
| 1.9.2          |              | رباعيّة الأسلاك                                | Four-wire                                           | -                                                                               |
| 1.9.2.1        |              | خماسيّة الأسلاك، مؤرّضة                         | Five-wire, grounded                                 | -                                                                               |
| 1.9.3          |              | ثلاثية الأسلاك، مُثلثيّة أو مُتشابكة             | Three-wire, delta or mesh                           | -                                                                               |
| 1.9.3.1        |              | ثلاثيّة الأسلاك، مُثلثيّة، مؤرّضة                 | Three-wire, delta, grounded                         | -                                                                               |
| 1.9.4          |              | رباعية الأسلاك، مُثلثيّة، غير مؤرّضة             | Three-wire, delta, ungrounded                       | -                                                                               |
| 1.9.4.1        |              | رباعيّة أسلاك، مُثلثيّة، غير مؤرّضة               | Four-wire, delta, ungrounded                        | -                                                                               |
| 1.9.5          |              | مُثلثيّة مفتوحة                                 | Open-delta                                          | -                                                                               |
| 1.9.5.1        |              | مُثلثيّة مفتوحة، مؤرّضة في النقطة المُشتركة       | Open-delta, grounded at common point                | -                                                                               |
| 1.9.5.2        |              | مُثلثيّة مفتوحة، مؤرّضة في منتصف أحد الملفات     | grounded at the middle point of one winding         | -                                                                               |
| 1.9.6          |              | مُثلثيّة مكسورة                                 | Broken-delta                                        | -                                                                               |
| 1.9.7          |              | نجميّة أو واي، غير مؤرّضة                       | wye or star, ungrounded                             | -                                                                               |
| 1.9.7.1        |              | نجميّة، الطور الحيادي مؤرّض                     | wye, grounded neutral                               | إن اتجاه الخط الذي يُمثّل الطور الحيادي يمكن أن يُختار بشكل عشوائيّ.                |
| 1.9.8          |              | رباعيّة الأسلاك، غير مورّضة                     | Four-Wire, ungrounded                               | -                                                                               |
| 1.9.9          |              | كسريّة، غير مؤرّضة                              | Zigzag, ungrounded                                  | -                                                                               |
| 1.9.9.1        |              | كسريّة، مؤرّضة                                  | Zigzag, grounded                                    | -                                                                               |
| 1.9.10         |              | سكوت أو تي                                    | Scott or T                                          | -                                                                               |
| 1.9.11         |              | نجمية مُضاعفة                                  | Double-delta                                        | -                                                                               |
| 1.9.12         |              | سداسية أو وتريّة                               | Hexagonal or chordal                                | المقصود بكلمة وتريّة هو أن خطوط المسدس تُشكّل أوتاراً في الدائرة التي تمر من رؤوسه. |
| 1.9.13         |              | نجميّة أو قطريّة                                | Star or diametrical                                 | المقصود بكلمة قطرية هو أن رؤوس النجمة تُشكّل أقطاراً في الدائرة التي تمر منها.     |
| 1.9.13.1       |              | نجميّة مع تأريض للطور الحيادي                  | Star, with grounded neutral                         | -                                                                               |
| 1.9.14         |              | كسريّة مضاعفة مع إخراج الطور الحيادي أو تأريضه | double zigzag with neutral brought out and grounded | -                                                                               |

## مغلفات الإحاطة
| الرقم التسلسلي | أيقونة الرمز | الاسم باللغة العربية | الاسم باللغة الإنكليزية | ملاحظات |
| -------------- | ------------ | -------------------- | ----------------------- | --- |
| 1.10.1         |              | عام                  | General                 | - يُحدد رمز المغلف العام وجود الغلاف بعض النظر عن كون الحيّز مُفرغاً أو مليئاً بمادة ما. - عندما يُستخدم رمز المغلف العام مع أنبوب الإلكترون فهو يُحدد حيزاً من الفراغ ما لم يُذكر خلاف ذلك. - من الممكن تعديل شكل المُغلف ليصبح مُشابهاً لشكل مميز ما إذا كان ذلك يُساعد في تمييز العنصر أو وصف وظيفته. |
| 1.10.1         |              | عام                  | General                 | - يُحدد رمز المغلف العام وجود الغلاف بعض النظر عن كون الحيّز مُفرغاً أو مليئاً بمادة ما. - عندما يُستخدم رمز المغلف العام مع أنبوب الإلكترون فهو يُحدد حيزاً من الفراغ ما لم يُذكر خلاف ذلك. - من الممكن تعديل شكل المُغلف ليصبح مُشابهاً لشكل مميز ما إذا كان ذلك يُساعد في تمييز العنصر أو وصف وظيفته. |
| 1.10.2         |              | مُغلف مُقسّم            | Split envelope          | عند الضرورة، من الممكن أن يُقسّم المُغلّف. |
| 1.10.3         |              | -                    | -                       | مثال تطبيقي: مُغلف مملوء بغاز. |
| 1.10.4         |              | -                    | -                       | مثال تطبيقي: مُغلف مملوء بسائل. |

## أغماد الحماية
| الرقم التسلسلي | أيقونة الرمز | الاسم باللغة العربية | الاسم باللغة الإنكليزية | ملاحظات |
| -------------- | ------------ | -------------------- | ----------------------- | --- |
| 1.11.1         |              | عام                  | General                 | - الرمز مُكوّن من شرائط طويلة. - بشكل عام، يستعمل للتدريع الكهربائي والمغناطيسي، وإذا كان هناك ضرورة لتحديد نوع التدريع يُضاف الحرف اللاتيني E من أجل الكهربائي و M من أجل المغناطيسي. |
| 1.11.2         |              | بصري                 | Optical                 | - |

## وصلة خاصة أو مؤشر كابل
| الرقم التسلسلي | أيقونة الرمز | الاسم باللغة العربية   | الاسم باللغة الإنكليزية              | ملاحظات                                     |
| -------------- | ------------ | ---------------------- | ------------------------------------ | ------------------------------------------- |
| 1.12           |              | وصلة خاصة أو مُؤشّر كابل | Special connector or cable indicator | من المستحسن رسم الرمز بدائرة قطرها 0.2 إنش. |

## الإلكتريت
| الرقم التسلسلي | أيقونة الرمز | الاسم باللغة العربية | الاسم باللغة الإنكليزية | ملاحظات                        |
| -------------- | ------------ | -------------------- | ----------------------- | ------------------------------ |
| 1.13           |              | الإلكتريت (2)        | Electret                | يُمثل الخط الأطول القطب الموجب. |

## هوامش
1. العنوان الأصلي هو (بالإنجليزية: Electrical and Electronics diagrams).
2. الإلكتريت: هو مادة عازلة تظل مُكهرَبة بطريقة دائمة بعد تعرضها لحقل كهربائي.

## وصلات خارجية
- صفحة المعيار على موقع معهد مهندسي الكهرباء والإلكترونيات.(التسجيل مطلوب)